# Campeonato Gaúcho de Futebol de 1933
O Campeonato Gaúcho de Futebol de 1933 foi a 13ª edição da competição no Estado do Rio Grande do Sul. A tradição de reunir os campeões das regiões foi mantida. A fase final foi em Porto Alegre. O São Paulo de Rio Grande foi o campeão.

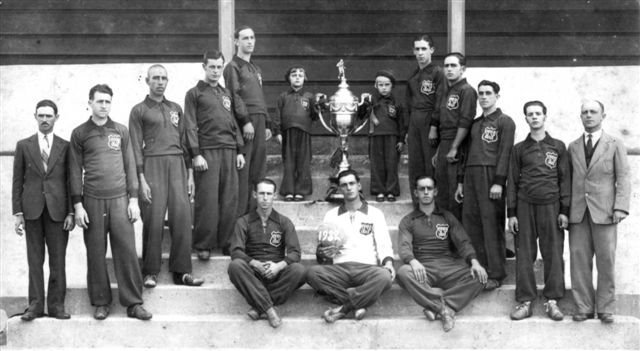
Campeões gaúchos de 1933

## Participantes
| Equipe        | Cidade        | Classificação                   | Participação |
| ------------- | ------------- | ------------------------------- | ------------ |
| Grêmio        | Porto Alegre  | Campeão da Região Metropolitana | 10ª          |
| Novo Hamburgo | Novo Hamburgo | Campeão da Região Nordeste      | 3ª           |
| Riograndense  | Santa Maria   | Campeão da Região Serra         | 5ª           |
| São Paulo     | Rio Grande    | Campeão da Região Litoral       | 1ª           |
| Universal     | Uruguaiana    | Campeão da Região Fronteira     | 1ª           |

## Tabela

### Fase preliminar
| 11 de novembro de 1933 | Novo Hamburgo             | 4 – 1 | Riograndense | Baixada, Porto Alegre (RS) |
|                        | Nonô 24' 37' · Werner 28' |       | Grillo       | Árbitro: Jean Ryff         |

- Novo Hamburgo: Grehs; Scherer e Magalhães; Vanzetti, Mena e Alemão; Nonô, Vasim, Luiz, Werner e Nenê.
- Riograndense-SM: Mefrone; Beretta e Assis; Bopp, Leite e Marques; Napoleão, Rabiba, Bicca, Emílio e Grillo.

### Semifinais
| 12 de novembro de 1933 | Grêmio                                                                | 12 – 2 | Universal         | Chácara das Camélias, Porto Alegre (RS) |
|                        | Sardinha II · Foguinho · Nenê (P) (P) · Comarú · Luiz Carvalho · Lacy |        | Prato (P) · Jango | Árbitro: Carlos Ribeiro da Silva        |

- Grêmio: Leal; Dario e Sardinha I; Adão, Poroto e Sardinha II; Lacy, Comarú, Luiz Carvalho, Foguinho e Nenê.
- Universal: Valentim; Cocaro e Leães; Chambi I, Prato e Marreco; Medina, Janguinho, Chambi II, Jango e Marcelino.

| 15 de novembro de 1933 | São Paulo-RS                                                      | 2[1] – 2[0] | Novo Hamburgo | Chácara das Camélias, Porto Alegre (RS) |
|                        | Ballaster 12' · Darci Encarnação 31' (P) · Cucco 18' (P) (prorr.) |             | Nenê 34' 78'  | Árbitro: Waldomiro Vasques              |

- São Paulo-RS: Odorico; Valentino e Fernando; Quico, Vadi (Darci Encarnação) e Riquinho; Cardeal, Oscar, Darci Encarnação (Cucco), Ballaster e Scalla.
- Novo Hamburgo: Grehs; Fogareiro e Magalhães; Vanzetti, Mena e Alemão; Nonô, Vasim, Luiz, Werner e Nenê.

### Final
| 19 de novembro de 1933 | Grêmio   | 1 – 2 | São Paulo-RS                         | Eucaliptos, Porto Alegre (RS) |
|                        | Nenê 81' |       | Darci Encarnação 11' (P) · Cucco 83' | Árbitro: Mário Cunha          |

|  | Grêmio | São Paulo |

| GRÊMIO:    |  |               |  |
|            |  |               |  |
| G          |  | Lara          |  |
| Z          |  | Dario         |  |
| Z          |  | Sardinha I    |  |
| M          |  | Heitor        |  |
| M          |  | Poroto        |  |
| M          |  | Sardinha II   |  |
| A          |  | Lacy          |  |
| A          |  | Comarú        |  |
| A          |  | Luiz Carvalho |  |
| A          |  | Foguinho      |  |
| A          |  | Nenê          |  |
| Treinador: |  |               |  |
|            |  |               |  |

| SÃO PAULO:  |  |                   |
|             |  |                   |
|             |  |                   |
| G           |  | Odorico           |
| Z           |  | Valentino         |
| Z           |  | Fernando          |
| M           |  | Quico             |
| M           |  | Darci Encarnação  |
| M           |  | Riquinho          |
| A           |  | Archimínio        |
| A           |  | Alberto - Cardeal |
| A           |  | Cucco             |
| A           |  | Ballaster         |
| A           |  | Scalla            |
| Treinador:  |  |                   |
| Leomar Mena |  |                   |

| Gauchão 1933                  |
| ----------------------------- |
| São Paulo Campeão (1º título) |